# 2021 у Харківській області
Стаття присвячена головним подіям у Харковській області у 2021 році.

## Події

### Січень
- 1 січня:
  - у місті Лозова підприємство ПП «Транс-Сервіс», яке обслуговує три міські автобусні маршрути, призупинило роботу, вимагаючи збільшити суму компенсації з міського бюджету за перевезення осіб, що мають пільги на проїзд. З 3 січня ці маршрути тимчасово мали передати іншим перевізникам[1].
  - народний депутат України та колишній Харківський міський голова (2006—2010) Михайло Добкін опублікував в своєму телеграм-каналі відео, в якому заявив про намір висуватися на посаду Харківського міського голови після смерті Геннадія Кернеса[2].
- 3 січня — через пожежу в приватному будинку в с. Спартаси (Люботинська міська громада Харківського району) загинуло троє людей. які отруїлися чадним газом[3]
- 5 січня — Харківська область отримала партію 980 кисневих концентраторів для надання допомоги хворим на коронавірусну хворобу, які розподілять поміж опорними лікаренями області. Ці концентратори дають змогу забезпечувати киснем двох пацієнтів одночасно та забезпечити 100 % ліжок киснем.[4][5]
- 7 січня — близько 50 осіб протестували проти підвищення цін на газ та скасування пільгової ціни на електроенергію, вийшовши на пішохідний перехід на в'їзді до міста Валки та заблокувавши рух на майже годину автошляхом М 03 Київ — Харків.[6][7]
- 8 січня — у Харківський області почався загальнонаціональний локдаун жорстких карантинних обмежень у сфері освіти, громадського харчування, торгівлі та послуг, який тривав з 8 по 24 січня 2021 року.[8][9][10]
- 21 січня — у Харкові сталася пожежа у приватному двоповерховому будинку на вулиці Нижній Гиївській, 150Б, переобладнаному під пансіонат для літніх людей «Золотий час», який не мав дозвільних документів на надання соціальних послуг. В результаті пожежі загинуло 15 осіб, ще 11 постраждали. Загалом, у будинку знаходилось 33 особи.[11][12][13] П'ять осіб були госпіталізовані (одна особа з опіками, одна — з отруєнням чадним газом, троє — в стані шоку[14][15]. Пожежа отримала статус надзвичайної події державного рівня.[16]